# جمعية الإصلاح والإرشاد الإسلامية
جمعية الإصلاح والإرشاد الإسلامية هي منظمة في إندونيسيا تعمل في الأنشطة التعليمية والدينية. تأسست المنظمة في 6 سبتمبر 1914م (15 شوال 1332 هـ). يشير التاريخ إلى إنشاء أول مدرسة للإرشاد في بتافيا. حصلت المنظمة على اعتراف قانوني من الحكومة الاستعمارية الهولندية في 11 أغسطس 1915.

## التاريخ
وفقًا لمجلس الدعوة الإرشادي (قسم الإرشاد في الإرشاد)، يشير اسم الإرشاد إلى جمعية الدعوة والإرشاد التي أسسها رشيد رضا في مصر.
الإرشاد الإسلامي هي منظمة إسلامية وطنية إندونيسية. من حيث العضوية، كما ورد في نظام جمعية الإرشاد: "مواطنو جمهورية إندونيسيا هم من المسلمين الذين كبروا". لذلك ليس صحيحاً أن الافتراض بأن الإرشاد هي منظمة لأشخاص من أصل عربي. "الشخصية الرئيسية لتأسيس الإرشاد هي الشيخ أحمد السوركاتي الأنصاري، وهو باحث سوداني يعيش في مكة جاء إلى إندونيسيا في طلب منظمة جامعة خير أن تصبح معلمة.
كان المؤسسون على النحو التالي: الشيخ أحمد سوركاتي، عمر مانغوش، سعيد بن سالم مشعبي، صالح عبيد عبدات، سالم بن عواد بلعال، وذلك في فترة تطورها الأولى، كانت حركة الإرشادي برئاسة سالم بن عواد بلعال ومن بين أعضاء إدارتها الشيخ محمد عبيد عبود كسكرتير وسعيد بن سالم مشعبي أمينًا للخزانة. كان جميع المؤسسين باستثناء أحمد سوركاتي من التجار ورجال الأعمال الأثرياء في جاكرتا.
بعد فترة وجيزة من تأسيس حركة الإرشاد، سلّم سوركاتي مدرسته لهذه الحركة وأصبح مدير مدرسة الإرشاد. وقد انضم إليه أحد الباحثين من حضرموت في إندونيسيا، ومنهم الشيخ محمد عبيد عبود وجميع أصدقائه من الخارج. في عام 1913 أنشأت الحركة الإرشادية المدارس التالية:
- مدرسة ابتدائية مدتها ثلاث سنوات (أولية).
- مدرسة ابتدائية مدتها أربع سنوات (ابتدائية).
- مدرسة ثانوية لمدة عامين (التاجزية).
- مدرسة المعلمين لمدة أربع سنوات (المعلمون).

ومن بين المسلمين الأصليين الذين دعموا هذا الجهد حاجي أحمد دحلان وحاجي زمزم. كان أحمد دحلان عضوًا في «جمعية خير» التي أسست بعد ذلك المحمدية في عام 1912، وفي وقت لاحق قام حاجي زمزم بإنشاء منظمة المجتمع الإسلامي في عام 1923. وتتمتع هذه المنظمات الثلاثية بشكل أساسي بتنقية الأرواح والجهود المماثلة.
في الأيام الأولى للمدارس كانت معظم المواد التي يدرسها مرتبطة في الغالب بالعلوم الإسلامية واللغة العربية. كان لدى أول مدرسة إرشادية بجاكرتا أحد عشر مدرسًا من الخارج ومدرس إندونيسي واحد فقط (يدرس اللغة الإندونيسية).
في عام 1917 تم فتح فرعين خارج جاكرتا أحدهما في سورابايا والآخر في تيغال. يدير الفرع في سورابايا أبو الفضل الأنصاري (شقيق سوركاتي). استأجرت هذه المدرسة مدرسين مصريين هم محمد مرشدي وعبد القادر المهنا. في عام 1922 تم استبدال عبد القادر المهنا بعمر بي وسالم حبيس. تم افتتاح مدرسة الإرشاد الفرعية في تيغال ويديرها طالب لسوركاتي مع الشيخ محمد نوح الأنصاري وخريج آخر من الإرشاد بجاكرتا هو علي حرحارة. كان الشيخ أبو الفجل أيضًا أحد المعلمين. [1]

## التنظيم
تعتمد حركة الإرشاد على المبادئ الخمسة التالية:
- التمسك بمذهب وحدة الله من خلال تنقية الولاءات والصلوات من تلوثها بالعناصر الإشراكية.
- تحقيق المساواة بين المسلمين والبحث عن الأحكام القانونية الموجودة في القرآن والسنة، ومتابعة السلف في حل جميع المسائل الدينية المتنازع عليها.
- محاربة ما يسمى بقبول أمة (القبول الأعمى) الذي يتعارض مع كل من العقل والنقل القرآن والحديث.
- نشر العلوم الإسلامية والثقافة العربية حسب موافقة للشريعة.
- محاولة صناعة تفاهم متبادل بين المسلمين الاندونيسيين والعرب.

بعض الجهود التي تبذلها المنظمة هي إنشاء المدارس ودور الأيتام ودور التمريض والمستشفيات.